# Corte de Distrito de los Estados Unidos para el Distrito Este de Nueva York
El Tribunal de Distrito de los Estados Unidos para el Distrito Este de Nueva York (en citas de casos, E.D.N.Y. ) es el tribunal federal de distrito cuya jurisdicción territorial abarca cinco condados en el Estado de Nueva York: los cuatro condados de Long Island: Nassau, Suffolk, Kings (Brooklyn), y Queens, así como Richmond (Staten Island), estos tres últimos entre los cinco boroughs de Nueva York. El tribunal también tiene jurisdicción concurrente con el Distrito Sur de Nueva York sobre las aguas de los condados de Nueva York (Manhattan) y El Bronx (incluidos el puerto de Nueva York y el Río Este). Sus sedes judiciales se encuentran en Brooklyn y Central Islip.
Las apelaciones del Distrito Este de Nueva York se llevan ante el Tribunal de Apelaciones de los Estados Unidos para el Segundo Circuito (excepto las reclamaciones de patentes y las reclamaciones contra el gobierno de los Estados Unidos en virtud de la Ley Tucker, que se apelan ante el Circuito Federal).
La Oficina del Fiscal de los Estados Unidos para el Distrito Este de Nueva York representa a los Estados Unidos en litigios civiles y penales en el tribunal. El Fiscal de los Estados Unidos para el Distrito Este de Nueva York desde octubre de 2021 es Breon S. Peace. El U.S. Marshal del tribunal es Vincent F. DeMarco.

## Tribunales

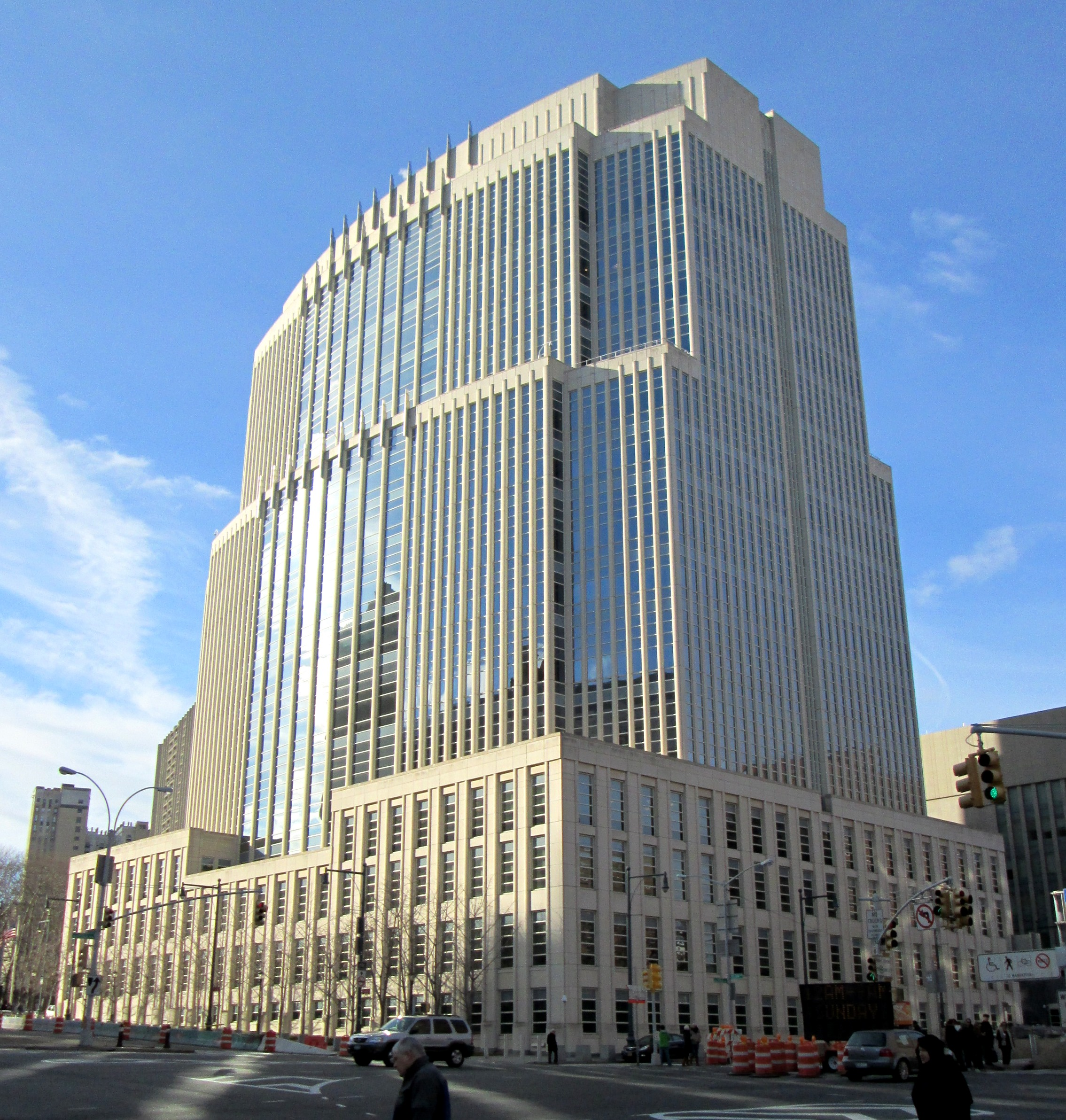
Palacio de Justicia de los Estados Unidos Theodore Roosevelt

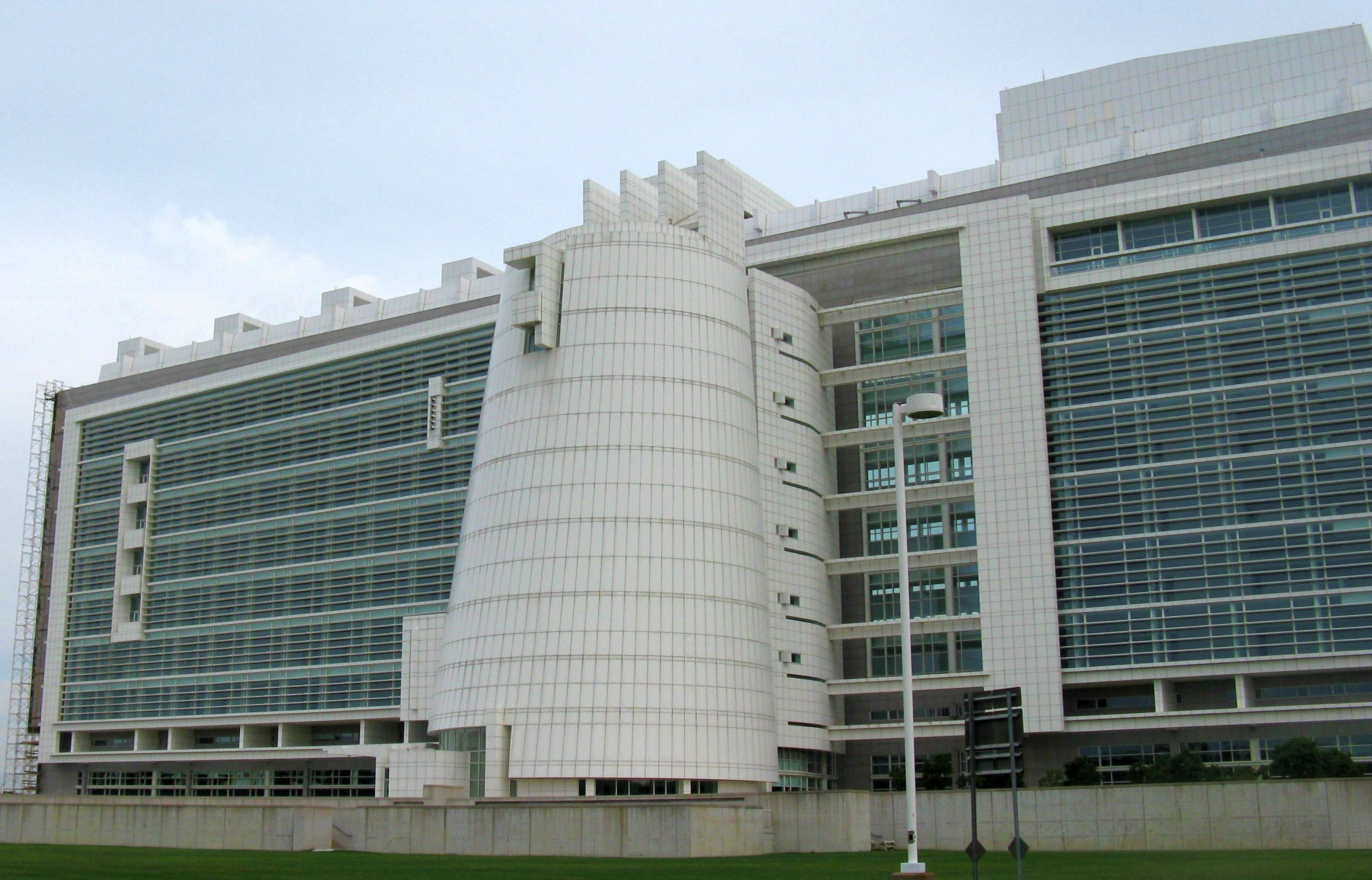
Palacio de Justicia de los Estados Unidos Alfonse M. D'Amato

La sede principal es el Palacio de Justicia de los Estados Unidos Theodore Roosevelt en el 225 Cadman Plaza Este en el centro cívico de Brooklyn. El edificio de 15 plantas fue diseñado por Cesar Pelli. El palacio de justicia se diseñó en 1995, pero no se inauguró hasta 2006 tras las exigencias de rediseño a raíz del atentado de Oklahoma City y los atentados del 11 de septiembre. Sustituyó a los seis pisos del Edificio Federal Emanuel Celler (construido en 1962 y situado al lado y conectado mediante un atrio acristalado). En 2008 fue rebautizado con el nombre de Theodore Roosevelt. En un principio, el edificio iba a ser rebautizado en honor del exgobernador de Nueva York Hugh Carey, pero los políticos se echaron atrás porque Carey estaba vivo en ese momento. La prisión asociada es el Metropolitan Detention Center, Brooklyn.
La oficina de la División se encuentra en el Palacio de Justicia de los Estados Unidos Alfonse M. D'Amato en Central Islip, Nueva York. El tribunal diseñado por Richard Meier se inauguró en 2000 y es el edificio más grande de Long Island. El edificio de 12 plantas tiene 81 000 metros cuadrados (96 875,2 yd²), 23 salas de vistas y 24 despachos de jueces.
Es el tercer palacio de justicia federal más grande de Estados Unidos (tras el Palacio de Justicia de los Estados Unidos Daniel Patrick Moynihan y el Palacio de Justicia de los Estados Unidos Thomas F. Eagleton).